# Liste des lieux historiques nationaux du Canada en Ontario
Voici la liste des lieux historiques nationaux du Canada (anglais : National Historic Sites of Canada) situé en Ontario. En mai 2012, on compte 263 lieux historiques nationaux en Ontario, dont 37 sont administrés par Parcs Canada. À ce nombre, il faut ajouter aussi cinq sites qui ont perdu leur désignation. Pour les villes de Toronto, Ottawa et Kingston voir :
- Liste des lieux historiques nationaux du Canada à Kingston
- Liste des lieux historiques nationaux du Canada à Ottawa
- Liste des lieux historiques nationaux du Canada à Toronto

Les noms des sites correspondent à ceux donnés par la commission des lieux et monuments historiques du Canada, qui peuvent être différents de ceux donnés par le milieu local.

## Lieux historiques nationaux
| Lieu                                                              | Désignation | Municipalité                                                                   | Description | Photo                                                       |
| ----------------------------------------------------------------- | ----------- | ------------------------------------------------------------------------------ | --- | ----------------------------------------------------------- |
| Aménagement hydro-électrique de Queenston-Chippawa                | 1990        | Niagara Falls 43° 08′ 45″ N, 79° 02′ 44″ O                                     | Première grande centrale hydro-électrique au monde; construite entre 1917-1925 |                                                             |
| Ancien bureau de poste d'Almonte                                  | 1983        | Mississippi Mills 45° 13′ 32″ N, 76° 11′ 43″ O                                 | Exemple d'une édifice fédéral pour une petite ville |                                                             |
| Ancien bureau de poste de Brockville                              | 1983        | Brockville 44° 35′ 23″ N, 75° 41′ 06″ O                                        | Symbole du gouvernement fédéral dans une petite localité |                                                             |
| Ancien bureau de poste de Galt                                    | 1983        | Cambridge 43° 21′ 30″ N, 80° 18′ 56″ O                                         | Bureau de poste fédéral typique d'une petite localité |                                                             |
| Ancien édifice de la douane de Hamilton                           | 1990        | Hamilton 43° 15′ 59″ N, 79° 52′ 02″ O                                          | Élégant édifice des douanes dans le style à l'italienne (1858-1860) |                                                             |
| Ancien hangar d'exercices d'Elora                                 | 1989        | Centre Wellington (en) 43° 40′ 48″ N, 80° 25′ 44″ O                            | Compte parmi les premières salles d'exercice et premiers manèges militaires construits au Canada, 1865 | Manège militaire d'Elora                                    |
| Ancien hôtel de ville de Port Perry                               | 1984        | Scugog (en) 44° 06′ 12″ N, 78° 56′ 50″ O                                       | Point d'intérêt local, 1873 | Ancien hôtel de ville de Port Perry                         |
| Ancien hôtel de ville de Woodstock                                | 1955        | Woodstock 43° 07′ 46″ N, 80° 45′ 27″ O                                         | Édifice public municipal d'inspiration classique (1853) |                                                             |
| Ancienne école de formation pour garçons de Bowmanville – camp 30 | 2013        | Clarington 43° 55′ 38″ N, 78° 40′ 03″ O                                        | Centre d’éducation pour garçons qui a été créé au milieu des années 1920. Un des rares exemples du style Prairie au Canada. Il a servi de camp d'internement au cours de la Seconde Guerre mondiale.                                                         |                                                             |
| Ancienne église Hay Bay                                           | 1999        | Greater Napanee 44° 06′ 11″ N, 77° 01′ 01″ O                                   | Établissement de méthodistes et leur apport social et politique |                                                             |
| Ancienne gare du Canadien national à Hamilton                     | 2000        | Hamilton 43° 15′ 57″ N, 79° 51′ 53″ O                                          | Une des rares gares ferroviaires de l'entre-deux-guerres |                                                             |
| Ancienne station service de L. J. Shickluna                       | 1995        | Port Colborne 42° 53′ 17″ N, 79° 15′ 04″ O                                     | Exemple bien conservé des premières stations-services | Ancienne station service de L. J. Shickluna                 |
| Arrondissement de l'exploitation minière de Cobalt                | 2002        | Cobalt 47° 23′ 51″ N, 79° 40′ 28″ O                                            | Paysage culturel d'une exploitation minière en roche dure du début du XXe siècle |                                                             |
| Barrages de pêche Mnjikaning                                      | 1982        | Ramara (en) 44° 36′ 16″ N, 79° 22′ 11″ O                                       | Les barrages de pêche en bois les plus gros et les mieux conservés dont on connaisse l'existence dans l'est de l'Amérique du Nord, ces barrages ayant servi d'environ 3300 av. J.-C.                                                                         | Barrages de pêche Mnjikaning                                |
| Bataille de Beaver Dams                                           | 1921        | Thorold 43° 07′ 04″ N, 79° 11′ 08″ O                                           | Lieu où les Anglais ont remporté une victoire en 1813 (Laura Secord); guerre de 1812 |                                                             |
| Bataille de Chippawa                                              | 1921        | Niagara Falls 43° 03′ 08″ N, 79° 01′ 29″ O                                     | Lieu où s'est livrée une bataille en 1814; guerre de 1812 |                                                             |
| Bataille de Cook's Mills                                          | 1921        | Welland 42° 59′ 52″ N, 79° 10′ 30″ O                                           | Lieu où les Anglais ont remporté une victoire pendant la guerre de 1812 |                                                             |
| Bataille de la ferme Crysler                                      | 1920        | South Dundas 44° 56′ 31″ N, 75° 04′ 13″ O                                      | Lieu où s'est livrée une des batailles décisives de la guerre de 1812 |                                                             |
| Bataille de la ruelle de Lundy                                    | 1937        | Niagara Falls 43° 05′ 21″ N, 79° 05′ 44″ O                                     | Lieu où s'est livrée la bataille la plus sanglante de toute la guerre de 1812 |                                                             |
| Bataille de Stoney Creek                                          | 1960        | Hamilton 43° 13′ 02″ N, 79° 45′ 58″ O                                          | Lieu où les Anglais ont remporté une victoire pendant la guerre de 1812 |                                                             |
| Bataille du Moulin-à-Vent                                         | 1920        | Edwardsburgh/Cardinal (en) 44° 43′ 15″ N, 75° 29′ 14″ O                        | Tentative de soulèvement que les Britanniques ont fait échouer en 1838 |                                                             |
| Batterie de Vrooman                                               | 1921        | Niagara-on-the-Lake 43° 10′ 42″ N, 79° 03′ 30″ O                               | Ouvrage de terre qui a joué un rôle essentiel dans la bataille de Queenston Heights; guerre de 1812 |                                                             |
| Belle Vue                                                         | 1959        | Amherstburg 42° 05′ 36″ N, 83° 06′ 46″ O                                       | Résidence militaire de style palladien, 1816-1819 | Belle Vue                                                   |
| Blockhaus de Merrickville                                         | 1939        | Merrickville-Wolford 44° 55′ 01″ N, 75° 50′ 16″ O                              | Construit pour la protection de ce poste d'éclusage sur le canal Rideau (1832-1833) |                                                             |
| Bosquet et maison Gillies                                         | 1993        | Arnprior 45° 26′ 42″ N, 76° 21′ 32″ O                                          | Vieux peuplements de pins blancs et maison de campagne |                                                             |
| Burlington Heights                                                | 1929        | Hamilton 43° 16′ 14″ N, 79° 53′ 10″ O                                          | Un des champs de bataille de la guerre de 1812; position clé et un dépôt d'approvisionnement pour la défense de la péninsule du Niagara |                                                             |
| Cairn de Glengarry                                                | 1921        | South Glengarry 45° 07′ 18″ N, 74° 29′ 23″ O                                   | Monument érigé par la milice de Glengarry en reconnaissance des services rendus par sir John Colborne, commandant des forces britanniques pendant la Rébellion de 1837 (1840)                                                                                | Cairn de Glengarry                                          |
| Canadian Car & Foundry                                            | 2009        | Thunder Bay 48° 21′ 25″ N, 89° 18′ 20″ O                                       | Bel exemple de l'effort de guerre consenti par des milliers de femmes; a joué un rôle important dans l'industrie des véhicules de transport collectif |                                                             |
| Canal de Sault Ste. Marie                                         | 1987        | Sault-Sainte-Marie 46° 30′ 46″ N, 84° 21′ 05″ O                                | Première écluse mue à l'électricité (1888-1894) |                                                             |
| Casernes de Butler (en)                                           | 1963        | Niagara-on-the-Lake 43° 14′ 54″ N, 79° 04′ 27″ O                               | Ensemble de bâtiments témoignent de 150 ans d'histoire militaire |                                                             |
| Casernes de Wolseley                                              | 1963        | London 43° 00′ 00″ N, 81° 14′ 02″ O                                            | Important bâtiment ancien ayant servi à la formation et au logement de troupes militaires |                                                             |
| Castle Kilbride                                                   | 1993        | Wilmot (en) 43° 24′ 15″ N, 80° 40′ 17″ O                                       | Magnifiques peintures murales intérieures |                                                             |
| Centrale électrique de la Toronto Power (en)                      | 1983        | Niagara Falls 43° 04′ 19″ N, 79° 04′ 26″ O                                     | Importante centrale électrique ancienne; élégant bâtiment de style Beaux-Arts |                                                             |
| Champ de bataille de Ridgeway                                     | 1921        | Fort Érié 42° 54′ 16″ N, 79° 02′ 30″ O                                         | Lieu où s'est livrée la bataille contre des envahisseurs Féniens en 1866 |                                                             |
| Champ de bataille du Fort George (en)                             | 1921        | Niagara-on-the-Lake 43° 15′ 43″ N, 79° 05′ 04″ O                               | Guerre de 1812, capture du Fort George par les Américains en 1813 |                                                             |
| Chantier naval d'Amherstburg                                      | 1928        | Amherstburg 42° 06′ 07″ N, 83° 06′ 45″ O                                       | Emplacement d'un chantier naval britannique (1796-1813); guerre de 1812 |                                                             |
| Chapelle de Sa Majesté / St. Paul des Agniers (en)                | 1981        | Brantford 43° 07′ 28″ N, 80° 14′ 06″ O                                         | Première église protestante dans le Haut-Canada (1785) |                                                             |
| Chapelle Salem de la British Methodist Episcopal Church (en)      | 1999        | St. Catharines 43° 09′ 55″ N, 79° 14′ 24″ O                                    | Met l'accent sur le mouvement abolitionniste et est associée à Harriet Tubman, célèbre conductrice du chemin de fer clandestin (1851-1855) |                                                             |
| Château Dundurn                                                   | 1984        | Hamilton 43° 16′ 10″ N, 79° 53′ 05″ O                                          | Villa de sir Allan Napier MacNab, 1835, personnage riche et célèbre; architecture Pittoresque |                                                             |
| Chiefswood                                                        | 1953        | Six Nations 43° 06′ 04″ N, 80° 05′ 42″ O                                       | Maison natale de la poétesse Pauline Johnson; style à l'italienne (1853-1856) |                                                             |
| Christ Church, la chapelle royale de Sa Majesté chez les Mohawks  | 1995        | Tyendinaga 44° 11′ 08″ N, 77° 04′ 24″ O                                        | Chapelle royale historique associée à l'établissement des Mohawks en Ontario (1843) |                                                             |
| Claverleigh                                                       | 1990        | Clearview 44° 19′ 05″ N, 80° 06′ 08″ O                                         | Villa en bois de style néogothique construite en 1871 |                                                             |
| Colline de la Bataille                                            | 1924        | Southwest Middlesex (en) 42° 41′ 39″ N, 81° 42′ 18″ O                          | Emplacement de la Bataille de Longwoods (en), 1814; guerre de 1812 | Monument de la colline de la Bataille                       |
| Complexe de la rue Ridout                                         | 1966        | London 42° 59′ 01″ N, 81° 15′ 17″ O                                            | Important groupe d'édifices commerciaux et résidentiels anciens | Rue Ridout                                                  |
| Cox Terrace (en)                                                  | 1991        | Peterborough 44° 18′ 14″ N, 78° 19′ 34″ O                                      | Maison en brique Second Empire du type maison en rangée, 1884 | Cox Terrace                                                 |
| Darlingside                                                       | 1992        | Leeds and the Thousand Islands 44° 22′ 06″ N, 75° 58′ 10″ O                    | Dépôt de bois sur le Saint-Laurent (1840) | Plaque du site                                              |
| Dispensaire de la Croix Rouge de Wilberforce                      | 2003        | Highlands East (en) 45° 02′ 20″ N, 78° 13′ 25″ O                               | Évidence du rôle clé qu'ont joué les infirmières dans la prestation de services de santé et d'éducation sanitaire dans les régions isolées |                                                             |
| Écluse-ascenseur de Peterborough                                  | 1979        | Peterborough 44° 18′ 28″ N, 78° 18′ 01″ O                                      | Le plus haut ascenseur hydraulique à bateaux au monde (1896-1904) | Écluse-ascenseur de Peterborough                            |
| Édifices de Moose Factory                                         | 1957        | Cochrane, Unorganized, North Part 51° 15′ 10″ N, 80° 36′ 21″ O                 | Deuxième poste de la Compagnie de la Baie d'Hudson au Canada, 1673 |                                                             |
| Église African Methodist Episcopal d'Oro                          | 2000        | Oro-Medonte (en) 44° 30′ 10″ N, 79° 38′ 11″ O                                  | Dernier vestige construits par cette communauté afro-canadienne enracinée dans l'histoire des Loyalistes de l'Empire-Uni | Église African Methodist Episcopal d'Oro                    |
| Église African Methodist Episcopal Nazrey (en)                    | 1999        | Amherstburg 42° 06′ 05″ N, 83° 06′ 22″ O                                       | Chapelle de pierre d'architecture vernaculaire associée au chemin de fer clandestin et à l'évêque Willis Nazery; construite en 1848 |                                                             |
| Église anglicane St. Jude                                         | 1993        | Brantford 43° 08′ 24″ N, 80° 15′ 13″ O                                         | Intérieur décoré d'importantes peintures murales inspirées du mouvement Arts and Crafts (1871) | Église St. Jude                                             |
| Église British Methodist Episcopal R. Nathaniel Dett              | 1999        | Niagara Falls 43° 05′ 16″ N, 79° 05′ 15″ O                                     | Exemple des premiers établissements noirs dans la région du Niagara, et du rôle joué par l'église pour aider les réfugiés du chemin de fer clandestin récemment arrivés (1836)                                                                               | Église St. Jude                                             |
| Église de la First Baptist Church d’Amherstburg                   | 2012        | Amherstburg 42° 06′ 10″ N, 83° 06′ 21″ O                                       | Église érigée pour tenir compte des communautés noires croissantes créées par les réfugiés du chemin de fer clandestin (1849) |                                                             |
| Église de la First Baptist Church de Sandwich                     | 1999        | Windsor 42° 17′ 30″ N, 83° 04′ 49″ O                                           | Église érigée pour tenir compte des communautés noires croissantes créées par les réfugiés du chemin de fer clandestin (1851) | Église de la First Baptist Church de Sandwich               |
| Église presbytérienne St. Paul / ancienne église St. Andrew       | 1990        | Hamilton 42° 17′ 30″ N, 83° 04′ 49″ O                                          | Élégante église néogothique (1854-1857) | Église presbytérienne St. Paul / ancienne église St. Andrew |
| Établissement Buxton (en)                                         | 1999        | Chatham-Kent 42° 18′ 20″ N, 82° 13′ 14″ O                                      | Communauté agricole établie par des réfugiés du chemin de fer clandestin | Établissement Buxton                                        |
| Fairfield sur la Thames                                           | 1945        | Chatham-Kent 42° 37′ 56″ N, 81° 52′ 11″ O                                      | Emplacement d'une mission lenape; détruite en 1813; guerre de 1812 | Répique d'une cabane à Old Fairfield                        |
| Ferme Thistle Ha'                                                 | 1973        | Pickering 43° 56′ 23″ N, 79° 06′ 33″ O                                         | A joué un rôle clé dans l'amélioration des méthodes d'élevage du bétail au XIXe siècle | alt                                                         |
| Filature de laine Rosamond                                        | 1986        | Mississippi Mills 45° 13′ 41″ N, 76° 12′ 01″ O                                 | Mis en chantier en 1866; une des plus grosses filatures au Canada |                                                             |
| Filature Forbes                                                   | 1989        | Cambridge 43° 25′ 39″ N, 80° 19′ 13″ O                                         | A été pendant quelque temps, au cours des premières décennies du XXe siècle, la plus grande usine de filature cardée et peignée au Canada; construit en 1863                                                                                                 | Filature Forbes                                             |
| Forges de Lansdowne                                               | 1932        | Leeds and the Thousand Islands 44° 32′ 58″ N, 76° 07′ 34″ O                    | Première usine en Ontario où était fondu du minerai local (1801-12) |                                                             |
| Fort Drummond (en)                                                | 1928        | Niagara-on-the-Lake 43° 09′ 36″ N, 79° 03′ 08″ O                               | Redoute et batterie ; construit pour défendre la route principale de portage de Chippawa à Queenston pendant la guerre de 1812 |                                                             |
| Fort Érié                                                         | 1931        | Fort Érié 42° 53′ 36″ N, 78° 55′ 26″ O                                         | Reconstruit par la Commission des parcs du Niagara entre 1937-1939; guerre de 1812 | Fort Érié                                                   |
| Fort George                                                       | 1921        | Niagara-on-the-Lake 43° 15′ 03″ N, 79° 03′ 40″ O                               | Fort britannique de la guerre de 1812; ouvrage reconstruit; guerre de 1812 | Fort George                                                 |
| Fort Malden (en)                                                  | 1921        | Amherstburg 42° 06′ 28″ N, 83° 06′ 46″ O                                       | Ouvrage de défense frontalier du XIXe siècle; guerre de 1812 | Fort Malden                                                 |
| Fort Mississauga                                                  | 1960        | Niagara-on-the-Lake 43° 15′ 42″ N, 79° 04′ 36″ O                               | Tour fortifiée en brique sur des ouvrages en terre en forme d'étoile, XIXe siècle; érigé entre 1814 et 1816 en remplacement du Fort George; guerre de 1812                                                                                                   | Fort Mississauga                                            |
| Fort Norfolk                                                      | 1925        | Comté de Norfolk 42° 41′ 58″ N, 80° 19′ 30″ O                                  | Emplacement d'un chantier naval et d'un fort britanniques inachevés, 1813; guerre de 1812. Situé dans le parc provincial Turkey Point. | Monument du fort Norfolk                                    |
| Fort Sainte-Marie II                                              | 1920        | Christian Island 30 44° 49′ 27″ N, 80° 09′ 51″ O                               | Mission des Jésuites chez les Hurons, 1649-1650 |                                                             |
| Fort St. Joseph                                                   | 1923        | Jocelyn (en) 46° 03′ 48″ N, 83° 56′ 48″ O                                      | Avant-poste militaire britannique à la frontière occidentale; guerre de 1812 | Fondation du blockhaus du Fort St. Joseph                   |
| Fort St.-Pierre                                                   | 1934        | Fort Frances 48° 37′ 06″ N, 93° 21′ 36″ O                                      | Emplacement d'un poste français sur le lac à la Pluie (1731-1758) |                                                             |
| Fort Wellington (en)                                              | 1920        | Prescott 44° 42′ 46″ N, 75° 30′ 31″ O                                          | Vestiges militaires de fortifications érigées entre 1813-1838; guerre de 1812 | Fort Wellington                                             |
| Fort William (en)                                                 | 1968        | Thunder Bay 48° 20′ 34″ N, 89° 21′ 30″ O                                       | Emplacement d'un poste de la Compagnie du Nord-Ouest (1803) | Fort William                                                |
| Four de Normandale                                                | 1927        | Comté de Norfolk 42° 42′ 35″ N, 80° 18′ 36″ O                                  | Emplacement d'une ancienne fonderie ontarienne (1818-1850) | Four de Normandale                                          |
| Frenchman's Creek                                                 | 1921        | Fort Érié 42° 56′ 32″ N, 78° 55′ 35″ O                                         | Lieu où les Anglais ont remporté une victoire pendant la guerre de 1812 |                                                             |
| Fulford Place                                                     | 1992        | Brockville 44° 35′ 50″ N, 75° 40′ 15″ O                                        | Manoir éclectique, 1899; ameublement et aménagement paysager d'origine (1899-00) | Fulford Place                                               |
| Gare du Canadian Northern à Smiths Falls                          | 1983        | Smiths Falls 44° 53′ 57″ N, 76° 01′ 40″ O                                      | Gare construite en 1914; programme décoratif | Gare du Canadian Northern à Smiths Falls                    |
| Gare du Grand Tronc à Belleville                                  | 1973        | Belleville 44° 10′ 44″ N, 77° 22′ 29″ O                                        | Édifice typique des gares construites par le Grand Tronc au milieu du XIXe siècle (1855-56) | Gare de Belleville                                          |
| Gare du Grand Tronc à Prescott                                    | 1973        | Prescott 44° 42′ 40″ N, 75° 31′ 29″ O                                          | Véritable monument à la gloire des premiers bâtisseurs de chemins de fer canadiens, 1855 |                                                             |
| Gare du Grand Tronc à St. Marys Junction                          | 1973        | St. Mary's 43° 16′ 19″ N, 81° 07′ 53″ O                                        | Gare ferroviaire du Grand Tronc construite dans les années 1850; 1854-1856 | Gare de St. Mary's                                          |
| Glanmore / maison Phillips-Faulkner                               | 1969        | Belleville 44° 10′ 01″ N, 77° 22′ 03″ O                                        | Belle demeure dans le style Second Empire (1882-1883) | Glanmore / maison Phillips-Faulkner                         |
| Glengarry Landing                                                 | 1923        | Springwater (en) 44° 27′ 07″ N, 79° 54′ 00″ O                                  | Lieu où ont été construits les bâtiments de la flottille utilisée pendant la campagne de 1814; guerre de 1812 | Monument de Glengarry Landing                               |
| Hamilton et Scourge                                               | 1976        | Lac Ontario 43° 17′ 46″ N, 79° 17′ 53″ O                                       | Épaves du Hamilton et du Scourge, deux goélettes américaines qui ont chaviré et coulé durant la nuit du 7 au 8 août 1813; guerre de 1812 |                                                             |
| Hangars du Corps Royal d'Aviation                                 | 1989        | Essa (en) 44° 16′ 08″ N, 79° 53′ 18″ O                                         | Comptent parmi les rares hangars d'aviation de la Première Guerre mondiale à exister encore. |                                                             |
| Hauteurs de Queenston (en)                                        | 1968        | Niagara-on-the-Lake 43° 09′ 37″ N, 79° 03′ 08″ O                               | Champ de bataille de la Queenston Heights de la guerre de 1812; monument Brock | Hauteurs de Queenston                                       |
| Homestead d'Adelaide Hunter Hoodless                              | 1995        | Brant 43° 01′ 54″ N, 80° 20′ 20″ O                                             | Maison d'enfance de l'activiste et organisatrice Adelaide Hunter Hoodless (en) | Homestead d'Adelaide Hunter Hoodless                        |
| Homewood                                                          | 1982        | Augusta 44° 38′ 00″ N, 75° 37′ 01″ O                                           | Belle résidence de style palladien en pierres des champs, construite en 1800 | Homewood                                                    |
| Hôtel de ville de Guelph                                          | 1984        | Guelph 43° 32′ 39″ N, 80° 14′ 52″ O                                            | Édifice public possédant une architecture formelle de style classique; date du milieu du XIXe siècle (1856-57); Sert depuis 2011 de Cour des infractions provinciales                                                                                        | Cour des infractions provinciales de Guelph                 |
| Hôtel de ville de Napanee                                         | 1984        | Greater Napanee 44° 14′ 55″ N, 76° 57′ 02″ O                                   | Hôtel de ville et marché, édifice construit en 1856 | Hôtel de ville de Napanee                                   |
| Hôtel de ville de Perth                                           | 1984        | Perth 44° 53′ 57″ N, 76° 14′ 56″ O                                             | Hôtel de ville majestueux construit en 1863-64, à usages multiples |                                                             |
| Hôtel de ville de St. Thomas                                      | 1984        | St. Thomas 42° 46′ 45″ N, 81° 11′ 34″ O                                        | Édifice public, style néogothique de la fin de l'ère victorienne | Hôtel de ville de St. Thomas                                |
| Hôtel de ville de Stratford                                       | 1976        | Stratford 43° 22′ 12″ N, 80° 58′ 56″ O                                         | Édifice public municipal de la fin du XIXe siècle, architecture Pittoresque (1898-1900) | Hôtel de ville de Stratford                                 |
| Île Beausoleil                                                    | 2011        | Georgian Bay 44° 51′ 58″ N, 79° 52′ 12″ O                                      | Un paysage culturel des Anishinaabes et une des îles du parc national des Îles-de-la-Baie-Georgienne | Île Beausoleil                                              |
| Île Bridge / Île Chimney                                          | 1936        | Front of Yonge (en) 44° 27′ 05″ N, 75° 51′ 31″ O                               | Base navale de la guerre de 1812 |                                                             |
| Île Navy                                                          | 1921        | Niagara Falls 43° 03′ 20″ N, 79° 00′ 35″ O                                     | Vestiges archéologiques associés à la construction de navires du premier chantier maritime des Grands Lacs; Elle a aussi servi, durant la Rébellion du Haut-Canada, de siège au gouvernement en exil de William Lyon Mackenzie pour la république du Canada. |                                                             |
| Île Whitefish (en)                                                | 1981        | Sault-Sainte-Marie 46° 30′ 40″ N, 84° 21′ 14″ O                                | Lieu historique ojibwé | Vue aérienne du sault Sainte-Marie                          |
| Jardins botaniques royaux                                         | 1993        | Hamilton 43° 17′ 28″ N, 79° 52′ 31″ O                                          | Jardins et zone de conservation où sont dirigés des programmes d'enseignement et de recherche | Jardins botaniques royaux                                   |
| Jardins de Beechcroft et Lakehurst                                | 1978        | East Gwillimbury 44° 16′ 24″ N, 79° 30′ 11″ O                                  | Jardins réalisés par l'architecte paysagiste Frederick Law Olmsted vers 1870 | Jardins de Beechcroft et Lakehurst                          |
| Kay-Nah-Chi-Wah-Nung                                              | 1969        | Morley (en) 48° 38′ 49″ N, 94° 05′ 38″ O                                       | Vaste réseaux de 15 tumulus et de vestiges archéologiques d'une trentaine de villages situés entre le lac des Bois et le lac à la Pluie qui sont utilisés par les Amérindiens depuis 5 000 ans.                                                              |                                                             |
| Lynnwood / maison Campbell-Reid                                   | 1972        | Comté de Norfolk 42° 50′ 16″ N, 80° 18′ 12″ O                                  | Résidence de style néoclassique du milieu du XIXe siècle | Lynnwood                                                    |
| Mairie du canton d'Oxford-on-Rideau                               | 1984        | North Grenville 44° 57′ 45″ N, 75° 40′ 43″ O                                   | Bel édifice de l'administration rurale (1875) |                                                             |
| Mairie du canton de Wolfe Island                                  | 1984        | Frontenac Islands (en) 44° 11′ 35″ N, 76° 26′ 27″ O                            | Hôtel de ville de localité rurale construit en 1856; style à l'italienne |                                                             |
| Maison Annandale (musée Tillsonburg)                              | 1997        | Tillsonburg 42° 51′ 45″ N, 80° 43′ 18″ O                                       | Intérieur décoratif; mouvement esthétique au Canada - impact majeur sur l'architecture domestique au Canada (1881-83) | Maison Annandale                                            |
| Maison Banting                                                    | 1997        | London 42° 59′ 24″ N, 81° 13′ 54″ O                                            | Maison habité par Frederick Banting en 1920 et 1922, documentée et reconnue comme étant l'endroit où fut découverte l'insuline. | Maison Banting                                              |
| Maison Barnum                                                     | 1959        | Alnwick/Haldimand (en) 43° 59′ 40″ N, 78° 00′ 57″ O                            | Spécimen d'architecture domestique de style néo-classique, vers 1820 | Maison Barnum                                               |
| Maison Bethune-Thompson / maison White                            | 1966        | South Glengarry 45° 08′ 38″ N, 74° 34′ 29″ O                                   | Vieille maison de l'Ontario dont la construit a débuté en 1780 ; techniques de construction historiques, a servi de résidence au pasteur John Bethune (en), premier pasteur presbytérien de l'Ontario et plus tard à l'explorateur David Thompson.           | Maison Bethune-Thompson / maison White                      |
| Maison commémorative Bethune                                      | 1996        | Gravenhurst 44° 55′ 13″ N, 79° 22′ 34″ O                                       | Lieu de naissance de Norman Bethune; héros national des Chinois et peut-être le plus grand humanitaire international canadien | Maison commémorative Bethune                                |
| Maison d'enfance de Billy-Bishop                                  | 2002        | Owen Sound 44° 33′ 59″ N, 80° 56′ 52″ O                                        | Seule propriété encore debout au Canada qui soit associée de près, à Billy Bishop, un as de l'aviation de la Première Guerre mondiale | Maison d'enfance de Billy Bishop                            |
| Maison de Sir-John-Johnson                                        | 1961        | South Glengarry 45° 08′ 41″ N, 74° 34′ 46″ O                                   | Maison du célèbre Loyaliste John Johnson. (1780) | Maison de Sir John Johnson                                  |
| Maison Ermatinger                                                 | 1957        | Sault-Sainte-Marie 46° 30′ 23″ N, 84° 19′ 29″ O                                | Vieille maison en pierre du Nord-Ouest de l'Ontario; associée au commerce des fourrures (1814-1823) | Maison Ermatinger                                           |
| Maison familiale rurale de Bell                                   | 1996        | Brantford 43° 06′ 29″ N, 80° 16′ 15″ O                                         | Site d'événements importants dans la vie d'Alexander Graham Bell | Maison familiale rurale de Bell                             |
| Maison François-Bâby                                              | 1950        | Windsor 42° 19′ 07″ N, 83° 02′ 33″ O                                           | Résidence d'inspiration classique associée a la guerre de 1812; construite en 1811 | Maison François-Bâby                                        |
| Maison Glengarry                                                  | 1921        | South Glengarry 45° 02′ 22″ N, 74° 37′ 09″ O                                   | Maison de lieutenant-colonel John Macdonell (en), héros de la Bataille de Queenston Heights; premier orateur de l'Assemblée législative du Haut-Canada |                                                             |
| Maison Griffin                                                    | 2008        | Hamilton 43° 14′ 09″ N, 80° 00′ 11″ O                                          | Est associée à l'établissement des Noirs en Amérique du Nord britannique pendant la première moitié du XIXe siècle; spécimen rare de l'architecture vernaculaire domestique typique dans le Haut-Canada                                                      |                                                             |
| Maison Hillary                                                    | 1973        | Aurora 44° 00′ 10″ N, 79° 28′ 07″ O                                            | Maison pittoresque de style néogothique construite en 1861-1862 | Maison Hillary                                              |
| Maison Homer-Watson                                               | 1981        | Kitchener 43° 23′ 42″ N, 80° 25′ 07″ O                                         | Peintures murales et maison du paysagiste Homer Watson |                                                             |
| Maison Inverarden                                                 | 1968        | Cornwall 45° 01′ 53″ N, 74° 40′ 16″ O                                          | Important cottage de style Régency construit en 1816 ; fut érigée pour John McDonald of Garth, ex-bourgeois prospère et dynamique de la Compagnie du Nord-Ouest                                                                                              | Maison Inverarden                                           |
| Maison Joseph-Schneider (en)                                      | 1999        | Kitchener 43° 26′ 41″ N, 80° 29′ 41″ O                                         | Associée à l'immigration de Mennonites allemands provenant du comté de Lancaster, en Pennsylvanie (1816) | Maison Joseph-Schneider                                     |
| Maison Macdonell-Williamson                                       | 1969        | Hawkesbury Est 45° 33′ 49″ N, 74° 23′ 00″ O                                    | Maison palladienne en pierre d'un éminent marchand de fourrures (1817-1819) | Maison Macdonell-Williamson                                 |
| Maison Matheson                                                   | 1966        | Perth 44° 54′ 04″ N, 76° 15′ 02″ O                                             | Remarquable spécimen des premiers bâtiments d'architecture écossaise au Canada (1840); l'honorable Roderick Matheson (en), éminent citoyen de Perth qui fut également un des premiers sénateurs du Dominion                                                  |                                                             |
| Maison McCrae                                                     | 1966        | Guelph 43° 32′ 10″ N, 80° 14′ 42″ O                                            | Maison natale de John McCrae, l'auteur de « Au champ d'honneur » | Maison McCrae                                               |
| Maison McMartin                                                   | 1972        | Perth 44° 53′ 52″ N, 76° 14′ 49″ O                                             | Maison urbaine de style fédéral construite par des Loyalistes en 1830-1839 | Maison McMartin                                             |
| Maison McQuesten / Whitehern                                      | 1962        | Hamilton 43° 15′ 17″ N, 79° 52′ 20″ O                                          | Belle maison avec jardin fermé (1850) | Maison McQuesten / Whitehern                                |
| Maison-musée Erland-Lee (en)                                      | 2002        | Hamilton 43° 12′ 24″ N, 79° 43′ 18″ O                                          | Endroit où a été rédigé l'acte constitutif du premier Institut féminin | Maison Musée Erland Lee                                     |
| Manège militaire de John Weir Foote                               | 1989        | Hamilton 43° 15′ 43″ N, 79° 51′ 58″ O                                          | Grand manège militaire urbain, construit en 1887-1888; ajout datant de 1908 | Manège militaire de John Weir Foote                         |
| Manège militaire de Peterborough                                  | 1989        | Peterborough 44° 18′ 31″ N, 78° 19′ 20″ O                                      | Grand manège militaire urbain construit entre 1907 et 1909 | Manège militaire de Peterborough                            |
| Mission Saint-Louis                                               | 1920        | Tay 44° 43′ 45″ N, 79° 46′ 53″ O                                               | La destruction en 1649 des missions Saint-Louis et Saint-Ignace II a scellé le sort de la Confédération huronne-wendate |                                                             |
| Mission St. Ignace II                                             | 1955        | Tay 44° 43′ 10″ N, 79° 43′ 05″ O                                               | La destruction de Saint-Ignace II et de Saint-Louis a scellé le sort de la Confédération huronne-wendate, obligeant les nations huronnes à abandonner leur territoire traditionnel                                                                           | Monument de la mission Saint-Ignace II                      |
| Moulin à farine Backhouse                                         | 1998        | Comté de Norfolk 42° 38′ 34″ N, 80° 28′ 29″ O                                  | L'un des plus vieux moulins actionnés par l'eau et l'un des mieux préservés (1798) | Moulin Backhouse                                            |
| Musée Stephen Leacock / Old Brewery Bay                           | 1992        | Orillia 44° 36′ 30″ N, 79° 23′ 38″ O                                           | Maison de Stephen Leacock, célèbre humoriste canadien; construite en 1928 | Musée Stephen-Leacock                                       |
| NCSM Haida                                                        | 1984        | Hamilton 43° 16′ 31″ N, 79° 51′ 19″ O                                          | Dernier représentant des destroyers de classe Tribal de la Seconde Guerre mondiale | NCSM Haida                                                  |
| Nanticoke                                                         | 1924        | Comté d'Haldimand 42° 47′ 51″ N, 80° 03′ 12″ O                                 | Lieu d'un engagement entre la milice et une bande de maraudeurs ennemis, 1813; guerre de 1812 | Nanticoke                                                   |
| Niagara-on-the-Lake                                               | 2003        | Niagara-on-the-Lake 43° 15′ 18″ N, 79° 04′ 19″ O                               | Meilleure collection de bâtiments datant de la période qui a suivi la guerre de 1812 au Canada, c'est-à-dire la période 1815-1859 | Niagara-on-the-Lake                                         |
| Our Lady of the Immaculate Conception                             | 1990        | Guelph 43° 32′ 35″ N, 80° 15′ 06″ O                                            | Remarquable exemple d'église de style néo-gothique de l'apogée victorien (1876) | Église Notre-Dame-de-l'Immaculée-Conception de Guelph       |
| Palais de justice des comtés de Leeds et de Grenville             | 1966        | Brockville 44° 35′ 27″ N, 75° 41′ 09″ O                                        | Palais de justice colonial de style néo-classique construit dans les années 1840 | Palais de justice des comtés unis de Leeds et Grenville     |
| Palais de justice du comté de Middlesex                           | 1955        | London 42° 58′ 56″ N, 81° 15′ 16″ O                                            | Palais de justice gothique à créneaux (1827-1831) | Palais de justice du comté de Middlesex                     |
| Palais de justice du district de Niagara                          | 1981        | Niagara-on-the-Lake 43° 15′ 18″ N, 79° 04′ 15″ O                               | Édifice municipal à usages multiples construit au milieu du XIXe siècle | Palais de justice du district de Niagara                    |
| Parc provincial Algonquin                                         | 1992        | Nipissing, Unorganized, South Part 45° 35′ 03″ N, 78° 21′ 30″ O                | Premier parc provincial créé au Canada (1893) | Belvédère du lac Cache                                      |
| Parkhill                                                          | 1982        | North Middlesex (en) 43° 09′ 33″ N, 81° 42′ 28″ O                              | Lieu d'occupation paléo-autochtone vers l'an 8000 av. J.-C. ; ses traces, zones d'activité et aménagements distincts incarnent différents aspects du mode de vie quotidien des Paléo-Indiens                                                                 |                                                             |
| Parkwood                                                          | 1989        | Oshawa 43° 54′ 12″ N, 78° 52′ 06″ O                                            | Grand domaine entouré de jardins, qui date de la Première Guerre mondiale | Parkwood                                                    |
| Pavillon d'information touristique de Thunder Bay                 | 1986        | Thunder Bay 48° 26′ 04″ N, 89° 13′ 05″ O                                       | Kiosque d'information d'aspect original construit en 1909 | Pavillon d'information touristique de Thunder Bay           |
| Peintures rupestres Mazinaw                                       | 1982        | North Frontenac (en) 44° 54′ 02″ N, 77° 12′ 23″ O                              | Site rupestre algonquin où l'on trouve le plus grand nombre de pictogrammes au Canada; plus grand site rupestre de la région sud du Bouclier canadien | Pictogramme sur le rocher Mazinaw                           |
| Pétroglyphes de Peterborough                                      | 1981        | North Kawartha (en) 44° 36′ 48″ N, 78° 02′ 39″ O                               | Site de pétroglyphes algonkiens |                                                             |
| Phare de la pointe Abino                                          | 1998        | Fort Érié 42° 50′ 08″ N, 79° 05′ 43″ O                                         | Phare de béton armé; style néoclassique (1917-18) |                                                             |
| Phare de la pointe Clark                                          | 1966        | Huron-Kinloss (en) 44° 04′ 22″ N, 81° 45′ 26″ O                                | Tour et maison du gardien de phare de l'époque de l'Empire britannique (1859) | Phare de la pointe Clark                                    |
| Phare de la pointe Mississauga                                    | 1937        | Niagara-on-the-Lake 43° 15′ 42″ N, 79° 04′ 36″ O                               | Emplacement du premier phare des Grands Lacs, 1804 |                                                             |
| Phare et blockhaus de l'Île Bois Blanc                            | 1955        | Amherstburg 42° 05′ 16″ N, 83° 07′ 11″ O                                       | Blockhaus en bois partie des ouvrages de défense du fort Malden; 1839; points d'attaque des rebelles canadiens et de leurs sympathisants américains; janvier 1838                                                                                            | Phare de l'Île-Bois-Blanc                                   |
| Pharmacie de Niagara                                              | 1968        | Niagara-on-the-Lake 43° 15′ 18″ N, 79° 04′ 15″ O                               | Pharmacie de l'époque de la Confédération | Pharmacie de Niagara                                        |
| Pointe au Baril                                                   | 1923        | Augusta 44° 38′ 15″ N, 75° 36′ 34″ O                                           | Endroit où ont été construits les 2 derniers bâtiments de guerre français du lac Ontario |                                                             |
| Pont basculant de Smiths Falls                                    | 1983        | Smiths Falls 44° 53′ 50″ N, 76° 01′ 37″ O                                      | Le plus ancien ouvrage du genre à exister encore (1912-13) |                                                             |
| Pont de béton en arc du Lac Canal                                 | 1988        | Kawartha Lakes 44° 33′ 30″ N, 79° 02′ 46″ O                                    | Le premier pont en béton armé construit au pays. Situé sur la voie navigable Trent-Severn (1905) | Pont de béton en arc du Lac Canal                           |
| Port Stanley                                                      | 1923        | Central Elgin (en) 42° 39′ 57″ N, 81° 12′ 43″ O                                | Campement de nombreux explorateurs; établi en 1804 | Port Stanley                                                |
| Port Talbot (en)                                                  | 1923        | Dutton/Dunwich (en) 42° 38′ 24″ N, 81° 21′ 58″ O                               | Endroit qui se trouve au cœur de la colonie établie par Thomas Talbot (en) en 1803 |                                                             |
| Portage de la baie de Quinte                                      | 1929        | Comté du Prince-Édouard 44° 02′ 55″ N, 77° 34′ 58″ O                           | Lieu où fut signé le traité de 1787 entre les Britanniques et les Mississaugas | Monument du portage de la baie de Quinte                    |
| Poste de Sainte-Marie-au-Pays-des-Hurons                          | 1920        | Midland 44° 44′ 04″ N, 79° 50′ 44″ O                                           | Siège de la mission des jésuites auprès des Hurons de 1639 à 1649 | Jardin à Sainte-Marie-au-Pays-des-Hurons                    |
| Premier champ pétrolifère commercial                              | 1925        | Oil Springs (en) 42° 47′ 00″ N, 82° 07′ 00″ O                                  | Premier puits de pétrole commercial au monde, premier puits foré au Canada, premiers gisements d'ozokérite exploités commercialement au monde et le premier puits de gaz jaillissant au Canada; (1858)                                                       |                                                             |
| Presbytère de Leaskdale                                           | 1996        | Uxbridge 44° 12′ 11″ N, 79° 09′ 38″ O                                          | Demeure de Lucy Maud Montgomery de 1911 à 1926 | Presbytère de Leaskdale                                     |
| Prison du comté de Huron (en)                                     | 1973        | Goderich 43° 44′ 59″ N, 81° 42′ 30″ O                                          | Prison de forme octogonale d'une architecture tout à fait particulière (1839-1841) | Prison du comté de Huron                                    |
| Refuge pour les pauvres du comté de Wellington                    | 1995        | Centre Wellington (en) 43° 41′ 35″ N, 80° 23′ 59″ O                            | Le plus vieil asile de pauvres soutenu par l'État, précurseur des programmes de bien-être social étatiques du XXe siècle | Refuge pour les pauvres du Comté de Wellington              |
| Remblais de Southwold                                             | 1923        | Dutton/Dunwich (en) 42° 40′ 28″ N, 81° 21′ 38″ O                               | Spécimen rare et bien préservé de village fortifié autochtone complètement entouré de fortifications construites par la nation iroquoienne des Attiwandaron (Neutres) entre 1450 et 1550 environ                                                             | Fondation du village de Southwold                           |
| Rotonde de l'Algoma Central                                       | 1992        | Sault-Sainte-Marie 46° 31′ 41″ N, 84° 21′ 02″ O                                | Première rotonde au Canada pourvue d'une plaque tournante interne, 1912 |                                                             |
| Ruines de l'église catholique St. Raphael                         | 1996        | South Glengarry 45° 12′ 42″ N, 74° 35′ 49″ O                                   | L'une des premières églises catholiques du Canada anglophone (1818) | Ruines de l'église catholique St. Raphael                   |
| Ruthven Park                                                      | 1995        | Comté d'Haldimand 42° 58′ 45″ N, 79° 52′ 30″ O                                 | Domaine de campagne pittoresque établi par l'entrepreneur David Thompson (en); (1845) | Ruthven Park                                                |
| Sandyford Place                                                   | 1975        | Hamilton 43° 15′ 07″ N, 79° 52′ 24″ O                                          | Maisons en rangées typiques construites au XIXe siècle pour des familles de la classe moyenne (1856) | Sandyford Place                                             |
| Sheguiandah                                                       | 1954        | Northeastern Manitoulin and the Islands (en) 45° 52′ 41″ N, 81° 54′ 04″ O      | Des peuples autochtones sont venus en ces lieux pour extraire le quartzite des affleurements locaux, laissant derrière eux un document culturel et environnemental intégré                                                                                   |                                                             |
| Site archéologique Cummins                                        | 1981        | Thunder Bay 48° 24′ 21″ N, 89° 21′ 12″ O                                       | Vaste carrière de la dernière période paléoindienne; le site de rivage le plus important et le plus représentatif du complexe archéologique Lakehead |                                                             |
| Site d'hivernage                                                  | 1919        | Comté de Norfolk 42° 47′ 41″ N, 80° 11′ 22″ O                                  | Ancien site d'exploration établi par les Français François Dollier de Casson et René Bréhant de Galinée (1669-1670) | Monument du site d'hivernage à Port Dover                   |
| Site de la falaise                                                | 1919        | Comté de Norfolk 42° 47′ 08″ N, 80° 11′ 47″ O                                  | Endroit où François Dollier de Casson et René Bréhant de Galinée ont pour la première fois revendiqué la possession de cette région pour la France, 1670 | Monument du site de la falaise                              |
| Site de la rivière Pic                                            | 1981        | Pic River 50 (en) 48° 37′ 35″ N, 86° 17′ 06″ O                                 | Ensemble de sites pré-contacts sylvicoles |                                                             |
| Site Donaldson                                                    | 1982        | Saugeen (en) 44° 30′ 37″ N, 81° 20′ 25″ O                                      | Site autochtone, de l'an 500 av. J.-C. à l'an 300 apr. J.-C. |                                                             |
| Site Etharita                                                     | 1982        | Clearview 44° 27′ 06″ N, 80° 12′ 03″ O                                         | Village principal de la tribu des Loups (Pétuns) (1647-1649) |                                                             |
| Site Middleport                                                   | 1953        | Six Nations 43° 05′ 54″ N, 80° 04′ 04″ O                                       | Site archéologique, stade moyen de la tradition iroquoise de l'Ontario | Site Middleport                                             |
| Site Walker                                                       | 1982        | Comté de Brant 43° 07′ 00″ N, 80° 07′ 00″ O                                    | Vaste site iroquoïen, tribu historique des Attiwandaronk (Neutres) | Site Walker                                                 |
| Sites Ossossane                                                   | 1982        | Tiny 44° 45′ 03″ N, 80° 00′ 18″ O                                              | Principal village du clan Huron des Ours |                                                             |
| Temple de Sharon                                                  | 1990        | East Gwillimbury 44° 06′ 05″ N, 79° 26′ 31″ O                                  | Élégant temple de la secte fondée par David Willson (1825-1832) | Temple de Sharon                                            |
| Temple du travail finlandais                                      | 2011        | Thunder Bay 48° 25′ 56″ N, 89° 13′ 48″ O                                       | Un édifice de deux étage en brique qui a joué un rôle social et communautaire important pour les finno-canadien. | Temple du travail finlandais                                |
| Théâtre Capitol de Port Hope (en)                                 | 2017        | Port Hope 43° 57′ 03″ N, 78° 17′ 36″ O                                         | | Théâtre Capitol de Port Hope                                |
| Tumulus Serpent                                                   | 1982        | Otonabee-South Monaghan (en) 44° 12′ 40″ N, 78° 09′ 25″ O                      | Lieu d'habitation et lieu sacré des autochtones, de l'an 50 av. J.-C. à l'an 300 apr. J.-C. | Tumulus Serpent                                             |
| Usine de textile Penman                                           | 1989        | Comté de Brant 43° 11′ 51″ N, 80° 23′ 23″ O                                    | Grande usine de tricot construite en 1874 |                                                             |
| Usine hydraulique de Hamilton                                     | 1977        | Hamilton 43° 15′ 22″ N, 79° 46′ 15″ O                                          | Ancienne station de pompage en parfait état de conservation ; élégant bâtiment à l'italienne, 1857-1859 par Thomas C. Keefer |                                                             |
| Victoria Hall                                                     | 1995        | Hamilton 43° 15′ 21″ N, 79° 52′ 02″ O                                          | Édifice commercial dont la façade en tôle est rare et faite à la main (1887-1888) | Victoria Hall                                               |
| Victoria Hall / Hôtel de ville de Cobourg                         | 1959        | Cobourg 43° 57′ 34″ N, 78° 10′ 04″ O                                           | Hôtel de ville richement décoré construit au milieu du XIXe siècle; usages multiples | Victoria Hall                                               |
| Victoria Hall / hôtel de ville de Petrolia                        | 1975        | Petrolia 42° 52′ 52″ N, 82° 08′ 49″ O                                          | Hôtel de ville somptueux qui date de l'époque des grandes découvertes de pétrole (1887-1889) | Victoria Hall                                               |
| Vieille église en pierre                                          | 1991        | Brock (en) 44° 25′ 35″ N, 79° 06′ 57″ O                                        | Bel exemple, empreint de simplicité, d'une église protestante de campagne du XIXe siècle (1840-53) | Vieille église en pierre                                    |
| Vieux moulin en pierre                                            | 1970        | Rideau Lakes (en) 44° 36′ 37″ N, 76° 07′ 21″ O                                 | Un des plus vieux moulins à exister encore en Ontario, 1810 | Vieux moulin en pierre                                      |
| Voie navigable Trent-Severn                                       | 1929        | Quinte West 44° 07′ 15″ N, 77° 35′ 29″ O à Severn 44° 48′ 13″ N, 79° 43′ 15″ O | Canal long de 386 km ouvert à la navigation; comporte 45 écluses | Écluse de Port Severn                                       |
| Willowbank (en)                                                   | 2003        | Niagara-on-the-Lake 43° 10′ 04″ N, 79° 03′ 29″ O                               | Possède, par son architecture extérieure et par ses aménagements paysagers, les qualités de cette fusion romantique entre architecture néoclassique et du mouvement pittoresque                                                                              | Willowbank                                                  |
| Woodside                                                          | 1952        | Kitchener 43° 27′ 49″ N, 80° 28′ 51″ O                                         | Maison d'enfance de William Lyon Mackenzie King, premier ministre du Canada (1921-1926, 1926-1930, 1936-1948) | Woodside                                                    |

## Lieux historiques nationaux ayant perdu leur intégrité commémorative
Les trois autres sites sont traités avec Ottawa et Kingston.
| Lieu                                                       | Désignation | Municipalité       | Raison                          | Photo |
| ---------------------------------------------------------- | ----------- | ------------------ | ------------------------------- | ----- |
| Édifice Thomson                                            | 1987        | Timmins            | Démolie(1995)                   |       |
| Sahkahjewaosa / maison du conseil de bande de Garden River | 1986        | Sault-Sainte-Marie | Détruite par un incendie (1981) |       |